# Lady Pink
Lady Pink   (Ambato, 1964), més coneguda pel nom artístic de Lady Pink, és una artista estatunidenca dedicada al grafit i el muralisme. És considerada la «primera dama del graffiti», perquè va ser una de les primeres dones actives a principis dels anys 1980 de la subcultura del graffiti al metro de Nova York.

## Trajectòria
El 1980, va crear la crew femenina del graffiti Ladies of the Arts. Al cap d'uns anys, va començar a anar amb les colles grafiteres TC5 (The Cool 5) i TPA (The Public Animals). Del 1979 al 1985, va pintar trens de metro de Nova York. El 1987 va fer un breu parèntesi en l'art de carrer. Del 1993 al 1997, va treballar en trens de mercaderies amb el seu marit Roger Smith.
El 1980, va ser inclosa a la mostra «GAS: Graffiti Art Success» del centre cultural Fashion Moda, i que després es va exposar al New Museum of Contemporary Art.
El 1983, va tenir el paper principal a la pel·lícula Wild Style, i va participar en el llibre titulat Subway Art de Martha Cooper i Henry Chalfant. Durant aquell temps, va col·laborar amb Jenny Holzer per a una exposició al Fashion Moda. La seva primera exposició individual, «Femmes-Fatales», va ser el 1984, quan tenia 21 anys, al Moore College of Art & Design de Filadèlfia.
Algunes de les seves obres es troben a les col·leccions del Museu Whitney d'Art Americà, del Metropolitan Museum of Art i del Museu de Brooklyn, així com del Museu de Groningen. Lady Pink també visita escoles per a ensenyar al jovent el poder de l'art i sobre com pot servir de mitjà per a l'expressió personal i el compromís amb la comunitat. Cada any fa un projecte mural amb els estudiants de l'Escola d'Arts Frank Sinatra del barri de Queens. El seu mural, Pink (2007), va ser un dels molts murals destruïts de l'edifici 5Pointz de Queens.